# Крайморски бакхарис
Крайморски бакхарис (Baccharis halimifolia) е северноамерикански вид храсти от семейство Сложноцветни. Той е местен за Нова Скотия, източните и южните Съединени щати (от Масачузетс на юг до Флорида и на запад до Тексас и Оклахома), източно Мексико (Нуево Леон, Сан Луис Потоси, Тамаулипас, Веракрус, Кинтана Роо), Бахамите, и Куба.

## Класификация
Крайморският бакхарис е описан и наименуван за първи път от Карл Линей в неговия Species Plantarum, публикуван през 1753 г. В рамките на вида не са признати подвидове или разновидности.

## Инвазивен вид
Видът е натурализиран в Европа и в Нова Зеландия и се счита за инвазивен.
От 2016 г. видът е в списъка на инвазивните чужди видове, предизвикващи безпокойство в Съюза. Това означава, че вносът на вида и търговията с него са забранени в целия Европейски съюз.